# الجرافة (السياني)

تعديل مصدري - تعديل

الجرافة هي إحدى قرى عزلة العربيين بمديرية السياني التابعة لمحافظة إب، بلغ تعداد سكانها 358 نسمة حسب تعداد اليمن لعام 2004.